# Cynthia Anaïs
https://cynthianais.wordpress.com/
Cet article possède des homonymes et des paronymes, voir Anais.
Designer Athlete: Art inspired by the journey of a runner.
Cynthia Anaïs, née le 18 janvier 1988 à Aubervilliers (93), est une athlète française, dont le père est né en Guadeloupe et les grands parents maternels en Martinique. 
Ayant grandi dans le 13ème arrondissement de Paris, elle réside depuis l'âge de 15 ans aux Antilles. 
Spécialiste du 400m et du 800m elle est entraînée par son époux Jamaïcain / Américain, lui aussi Champion de 800m & 1500m.  
Diplômée d'un Bachelor Américain en design graphisme, de University of Maryland Eastern Shore (UMES); Elle s'est spécialisée au Canada par des études en impression textile, puis en dessin de patron et couture. 
Son palmarès
- Médaillée du relais 4X4 de la Coupe du Monde de Londres. 
- Plusieurs fois médaillée en Équipe de France à l'international. 
- Médaillée des Cariftas Games pour la Martinique. 
- Championne de France du 800m. 
- Recordwoman de la Martinique & de son Université en division 1 (4 ans bourse sport-études).
- Égalise le record de France du 800m indoor.